# Каряйок
Каряйок (устар. Карайок, Каря-йок) — река в России, на Кольском полуострове, протекает по территории Ловозерского района Мурманской области.
Берёт своё начало из Карозера на высоте 230,6 м. Впадает в Серебрянское водохранилище через которое протекает река Воронья, а до его заполнения впадала в её приток Лимтайок на 8 км от её устья. На тот момент её длина — 24 км, площадь водосборного бассейна — 278 км², сейчас эти параметры незначительно изменились. Высота устья — 154 м над уровнем моря.
Имеет правый приток — реку Наймъявруай.

## Данные водного реестра
По данным государственного водного реестра России относится к Баренцево-Беломорскому бассейновому округу, водохозяйственный участок реки — Воронья от истока до гидроузла Серебрянское 1, включая озеро Ловозеро. Речной бассейн реки — бассейны рек Кольского полуострова, впадает в Баренцево море.